# 紳士布朗科
《紳士布朗科》（英語：Gentlemen Broncos）是2009年的一部美國喜劇電影，由Jared and Jerusha Hess編劇，Jared Hess導演。電影的主演是Michael Angarano、Jemaine Clement、Jennifer Coolidge和Sam Rockwell。電影在2009年10月公映。